# Burg Kempe
Die Burg Kempe ist die Ruine einer spätmittelalterlichen Felsenburg auf einem Schieferfelsen direkt über der Freiberger Mulde in dem kleinen Ort Mahlitzsch einem Ortsteil der Stadt Roßwein im Landkreis Mittelsachsen in Sachsen. Sie ist im örtlichen Denkmalverzeichnis als Denkmal erfasst.

## Geschichte
Eine erste urkundliche Erwähnung einer Burg an der Stelle der heutigen Burgruine datiert auf das Jahr 1220. Ab 1298 verfiel die Burg langsam.
Die Burg Kempe wurde wahrscheinlich im 13. Jahrhundert als Zoll- und Fluchtburg erbaut und war Stammsitz der Familie von Mals. Es handelt sich um einen zeittypischen Wohnturm (vgl. z. B. Burg Kriebstein, Schloss Kuckuckstein, Schloss Wolkenstein (Erzgebirge)).
Seit dem Jahr 2000 befindet sich die Burgruine in Privatbesitz.

## Anlage
Die einstige Burganlage besaß drei Etagen. Sie konnte durch einen Hocheingang betreten werden. Die erste, fensterlosen Etage diente vermutlich als Verlies oder Vorratsraum. Die Burg verfügte über eine eigene unterirdische Wasserversorgung und konnte so bei einer Belagerung länger durchhalten.

## Sage
Eine Tafel an der Ruine berichtet von einer Sage.
Einst lebte ein reicher Ritter auf der Kempe. Dieser hatte eine wunderschöne Tochter Namens Jule. Vor der Burg erschien eines Tages eine Zigeunerin und bat für sich und ihre Kinder den Ritter um einige Almosen. Dieser zeigte sich aber hart und ließ sie mit Gewalt fortschaffen, ohne ihr etwas zu geben. Die Frau war über die Herzlosigkeit des Ritters erbost. Der Zauberei mächtigt verwandelte sie die wunderschöne Tochter des Ritters in eine abstoßende und furchterregende Schlange. Das Mädchen konnte aber nur alle hundert Jahre, in der Nacht des Jahreswechsel von einem Jahrhundert zum anderen, genau um Mitternacht  durch einen Kuss eines mutigen jungen Manns erlöst werden. Seit dem Fluch sind einige Jahrhunderte vergangen und das Mädchen wartet immer noch auf seine Erlösung. Viele junge Männer sind der Schlange schon zur rechten Zeit in dem mittelalterlichen Gemäuer begegnet, doch keiner hatte den Mut der Schlange einen Kuss zu geben, als sich diese im Mondlicht zeigte und mit ihrer gespaltenen Zunge zischelte.